# Pandhana
Pandhana là một thị xã và là một nagar panchayat của quận East Nimar thuộc bang Madhya Pradesh, Ấn Độ.

## Địa lý
Pandhana có vị trí 21°42′B 76°13′Đ / 21,7°B 76,22°Đ Nó có độ cao trung bình là 349 mét (1145 feet).

## Nhân khẩu
Theo điều tra dân số năm 2001 của Ấn Độ, Pandhana có dân số 10.999 người. Phái nam chiếm 53% tổng số dân và phái nữ chiếm 47%. Pandhana có tỷ lệ 64% biết đọc biết viết, cao hơn tỷ lệ trung bình toàn quốc là 59,5%: tỷ lệ cho phái nam là 73%, và tỷ lệ cho phái nữ là 53%. Tại Pandhana, 16% dân số nhỏ hơn 6 tuổi.